# Современная система международных отношений
Современная система международных отношений — термин в теории международных отношений, обозначающий систему МО, пришедшую на смену Ялтинско-потсдамской с распадом СССР и прекращением биполярного противостояния. На данный момент современная система МО еще находится в процессе концептуализации, что не позволяет говорить о существовании единого теоретического подхода.

## Переход от биполярной системы
Переходный период от биполярной системы — ряд процессов, связанных с демонтажем биполярной системы МО и становлением современной системы. В настоящий момент продолжаются дискуссии о хронологических рамках этого процесса, однако большинство исследователей сходится в том, что переходный период начался в середине 1980-х годов и продолжается до сих пор.

### Начальная фаза
Начало демонтажа биполярной системы МО связывают с развернутой руководством СССР во главе с М.С. Горбачёвым политикой, направленной на радикальное обновление страны («перестройка») в сочетании с внешнеполитическим курсом, направленным на преодоление конфронтации и сближение с Западом («новое мышление»).
Содержание начальной фазы переходного периода связано с преодолением биполярной дихотомии в международных отношениях и окончанием холодной войны. Основные события начальной фазы — попытка внутриполитических преобразований в СССР, приведшая к его распаду, серия «бархатных революций» в странах социалистического содружества, воссоединение Германии и преодоление раскола Европы.

### Промежуточная фаза
Если начальная фаза связана с исчезновением основных атрибутов биполярности, то содержание второй фазы составляют процессы выстраивания новых международных институтов, моделей внешнеполитического поведения, принципов самоидентификации. События, относящиеся к этой фазе:
- Расширение ЕС и НАТО, в том числе за счет ряда бывших стран ОВД, стремящихся отдалиться от России и найти новую международно-политическую идентичность;
- Переосмысление роли НАТО в условиях исчезновения «угрозы с востока», отразившееся в новой Стратегической концепции альянса от 2010г.
- Формирование новых региональных институтов на постсоветском пространстве — СНГ, ОДКБ, Союзного Государства и др.
- Возникновение ряда конфликтов, в т.ч. на этнической и религиозной почве, в связи с распадом биполярности и образованием геополитического вакуума - события на территории бывшей Югославии, конфликт в Нагорном Карабахе, события в Ираке и т.д.
- Постепенное формирование современной внешнеполитической доктрины России и определение целей внешней политики в новых условиях [1].
- Возрастание влияния негосударственных субъектов международных отношений.

### Завершающая фаза
Завершающая фаза переходного периода характеризует текущее состояние международных отношений, когда полноценная система МО практически сформировалась, но не достигла достаточной стабильности и отчасти еще находится в процессе трансформации. Для текущего этапа характерно увеличение роли стран развивающегося мира, их стремление расширить свое влияние до уровня традиционных центров силы, таких как США, Европа, Китай.